# Pretty Hurts
"Pretty Hurts" é uma canção da cantora norte-americana Beyoncé, gravada para o seu quinto álbum de estúdio Beyoncé. Foi composta pela cantora com Sia, sendo que a sua produção ficou a cargo de Ammo e Knowles. "Pretty Hurts" foi inicialmente escrita para Katy Perry  e depois oferecido a Rihanna; ambos os artistas não conseguiram gravar a faixa e, como resultado, ela foi enviada para Beyoncé. A música é uma balada pop e soul, com um fundo esparso aprimorado com o uso de sintetizadores, acordes menores e uma batida de bateria "em expansão". O conteúdo lírico da faixa lida assuntos como a terceira onda do feminismo, auto-capacitação, e imagem corporal . Além disso, a letra da música lida com as consequências dos altos padrões de beleza da sociedade e, em "Pretty Hurts", os transtornos alimentares são retratados como um dos resultados.

## Composição
Um mistura de power pop com balada Soul  "Pretty Hurts" são executados por um período de quatro minutos e 17 segundos (4:17). Ele contém tons de R&B "suave" e um toque de hip-hop Musicalmente, o fundo escasso da faixa é aprimorado com o uso de sintetizadores ,acordes menores e uma batida de bateria "estrondosa". "Pretty Hurts" é definido na fórmula de compasso do tempo comum ,com um ritmo lento de 65  batimentos por minuto. É composto na clave de B maior ,com vocais de Beyoncé abrangendo os nós tonais.
A performance vocal de Beyoncé em "Pretty Hurts" foi comparada pelos críticos de música à de seu single de 2008, "Halo". Una Mullally, do The Irish Times, comentou que o som da faixa lembrava os trabalhos da cantora americana Pink. Escrevendo para a revista New York Magazine ,Jody Rosen sentiu que "Pretty Hurts" lembrava uma música mais "robusta" de Barbra Streisand. Jed Gottlieb, do Boston Herald, comparou a batida da faixa aos trabalhos da cantora neozelandesa Lorde. Chris Bosman, do Consequence of Sound, descreveu "Pretty Hurts" como um "alcance cinematográfico do pop moderno com a paciência e melancolia do hip-hop pós- 808s e Heartbreaks".
A letra de "Pretty Hurts" está relacionada a terceira onda do feminismo e ao auto-empoderamento Ele confronta os padrões e estereótipos da sociedade em relação à beleza feminina.  A música começa com um trecho gravado de um juiz de concurso de beleza questionando Beyoncé sobre suas aspirações de vida, ao que ela responde: "Minha aspiração na vida seria ... ser feliz". A amostra é usada para enquadrar a música no contexto da infância da cantora. De acordo com Michael Cragg, do The Guardian, os trechos foram usados para questionar a "motivação e o desejo da cantora que a levou até onde está hoje, e se a luta valeu a pena".A música então se transforma em uma representação de Beyoncé como um concurso de beleza que aguarda julgamento nas letras ", mamãe disse: 'Você é uma garota bonita, o que está na sua cabeça, não importa. Escovar o cabelo, arrumar os dentes O que você veste é tudo o que importa". 
Além disso, as letras da faixa lidam com as consequências dos altos padrões de beleza da sociedade. e, em "Pretty Hurts", os distúrbios alimentares são descritos como um dos resultados sujeitos. Os críticos observaram que "Pretty Hurts" promoveu a ambição de seu ouvinte por fama e crescimento pessoal. A letra da música obteve comparações com " Unpretty" (1999), do TLC, e "Beautiful" de Christina Aguilera (2002).Marc Hogan, da Spin, opinou que "Pretty Hurts" se assemelhava a um discurso acompanhado por música e achava que isso servia como uma declaração política dirigida à indústria da beleza.

## Recepção da crítica
Neil McCormick, do The Daily Telegraph, considerou "uma ótima faixa de abertura" para Beyoncé e elogiou seu refrão o chamando de "hino". Mesfin Fekadu, da Associated Press, considerou a música "um caminho supremo" para abrir o álbum. Philip Matusavage, do musicOMH ,escreveu que "Pretty Hurts" manifestou Beyoncé como uma "declaração pessoal definitiva em vez de apenas mais um álbum da Beyoncé".  escrever para o Los Angeles Times ,Mikael Wood sentiu que, com "Pretty Hurts", Beyoncé criou "pop deslumbrante com sentimentos de pequena escala que poderiam parecer no papel como forragem para baladas silenciosas". o escritor Robert Leedham afirmou que a faixa foi "impecavelmente cantada".
Tris McCall, do The Star-Ledger, elogiou a produção da faixa e elogiou Beyoncé por soar "à beira das lágrimas" com sua entrega vocal "vulnerável".  escritor do Newsday Glenn Gamboa sentiu que a música era "dinâmica musicalmente e ousada líricamente". "Pretty Hurts" foi elogiado como a "melhor coisa do álbum" e uma "inegavelmente nobre tentativa de aumentar o moral feminino" por Andy Gill, do The Independent. A visão de Gill foi compartilhada por Chris Bosman, da Consequence of Sound, que sentiu a "exploração dramática e dolorosa da beleza feminina" da música, destacando-a do restante do álbum.
"Pretty Hurts" liderou a lista das principais músicas de 2014 da Associated Press, na qual elogiaram as qualidades "pesadas, profundamente sentidas, emocionais - mas mais importantes, bonitas" da faixa, e sentiram que os "vocais ascendentes" de Beyoncé deram vida às palavras de Sia. Na enquete de críticos de música Pazz e Jop de 2013 , a música foi classificada no número 424. venceu na categoria de melhor música com mensagem social no MTV Europe Music Awards de 2014. No Soul Train Music Awards de 2014 , "Pretty Hurts" foi nomeado para o Ashford e Simpson Songwriter's Award.

## Desempenho Comercial
Após o lançamento de Beyoncé , "Pretty Hurts" chegou às regiões mais baixas internacionalmente e, quando lançado como single, alcançou um sucesso comercial limitado. A música não entrou no Billboard Hot 100 dos EUA , mas alcançou o número 13 no Bubbling Under Hot 100 Singles em 11 de janeiro de 2014. A música entrou no número 38 do US Rhythmic Songs na semana que terminou em 5 de julho de 2014, e alcançou o pico no número 33. "Pretty Hurts foi mais bem-sucedida nas músicas do US Hot Dance Club, onde alcançou o número 16 em 12 de julho de 2014. Na semana seguinte, entrou no top dez, estabelecendo um novo pico do número nove. Em 30 de agosto de 2014, "Pretty Hurts" liderou as músicas do US Hot Dance Club e se tornou o 21º hit número um de Beyoncé na parada. A música terminou 2014 como a quarta música de maior sucesso do ano nas músicas do US Hot Dance Club. "Pretty Hurts" alcançou o número 36 nas canções de R&B / Hip-Hop dos EUA, e no número 78 no Canadian Hot 100.
Na Austrália, "Pretty Hurts" se curvou no número 68 da parada de singles da Austrália na semana que terminou em 31 de maio de 2014. Na semana seguinte, subiu 21 posições até o pico do número 47, antes de cair da parada da semana. No Reino Unido, a música estreou no número 123 na UK Singles Chart e no número 12 na UK R&B Chart em 28 de dezembro de 2013. Em outros lugares, "Pretty Hurts" atingiu picos de número 68 na Suíça, número 83 na Alemanha, e número 87 na Holanda.

### Posições
| Tabela musical (2013-2014)                   | Melhor posição |
| -------------------------------------------- | -------------- |
| Canadá - Canadian Hot 100                    | 78             |
| Estados Unidos - Billboard R&B/Hip-Hop Songs | 36             |
| Irlanda - IRMA                               | 82             |
| Reino Unido - UK Singles Chart               | 93             |
| Reino Unido - UK R&B Singles Chart           | 12             |

## Presença em "Em Família Internacional" (2014)
Pretty Hurts foi incluída na trilha sonora internacional da novela "Em Família", exibida pela TV Globo em 2014. Na trama, escrita por Manoel Carlos, a canção foi tema dos personagens "Shirley" e "Laerte", interpretados na segunda fase da novela por Viviane Pasmanter e Gabriel Braga Nunes.

## Apresentações ao vivo e outras versões
"Pretty Hurts" fez parte do set list da turnê de Beyoncé e Jay-Z na turnê On the Run Tour (2014). Para as performances da música, Beyoncé ostenta uma jaqueta de couro com a palavra "Texas" estampada em letras maiúsculas nas costas, além de calças curtas de jeans. As roupas foram desenhadas por Nicola Formichetti, que se inspirou no videoclipe " '03 Bonnie & Clyde " e incluiu referências a sua filha Blue Ivy. Em uma resenha de um dos shows da turnê, o escritor do Houston Chronicle ,Joey Guerra, opinou que a música foi estranhamente colocada no set list, mas escreveu que "de alguma forma funcionou perfeitamente como um crescendo tardio".
Em 14 de janeiro de 2014, o cantor americano Sam Tsui lançou uma versão acústica de "Pretty Hurts" na iTunes Store. O instrumental inicial de "Pretty Hurts" foi usado na campanha "Chime for Change" da Gucci em 2013, antes do lançamento oficial da música. Na época, serviu como acompanhamento de áudio para os filmes da campanha. Em 3 de junho, o disc jockey holandês R3hab lançou um remix estilo house electro da música durante um show do Chime for Change da Gucci, em homenagem ao aniversário de um ano de seu lançamento.

## Créditos e pessoal
Créditos adaptados do site oficial da Beyoncé:
• Beyoncé - vocais , produção , produção vocal, compositora
• Sia Furler - compositora, vocal de fundo
• Ammo - compositor, produção
• Stuart White - gravação, mixagem de som
• Ramon Rivas - segunda engenharia
• Rob Suchecki - segunda engenharia
• Derek Dixie - introdução do sintetizador adicional e SFX.
• James Krausse - masterização.